# Alexandra Tondeur
Alexandra Tondeur (Namur, 20 de marzo de 1987) es una deportista belga que compite en triatlón.
Ganó una medalla de oro en el Campeonato Mundial de Triatlón de Larga Distancia de 2019, y una medalla de plata en el Campeonato Europeo de Triatlón de Larga Distancia de 2018. Además, obtuvo una medalla de oro en el Campeonato Europeo de Triatlón de Media Distancia de 2018.
En Ironman consiguió una medalla de bronce en el Campeonato Europeo de 2017, y en Ironman 70.3 logró una medalla de bronce en el Campeonato Europeo de 2015.

## Palmarés internacional
| Campeonato Europeo | Campeonato Europeo | Campeonato Europeo | Campeonato Europeo |
| Año                | Lugar              | Medalla            | Prueba             |
| ------------------ | ------------------ | ------------------ | ------------------ |
| 2018               | Ibiza (España)     | Medalla de oro     | Individual         |

| Campeonato Mundial | Campeonato Mundial  | Campeonato Mundial | Campeonato Mundial |
| Año                | Lugar               | Medalla            | Prueba             |
| ------------------ | ------------------- | ------------------ | ------------------ |
| 2019               | Pontevedra (España) | Medalla de oro     | Individual         |
| Campeonato Europeo |                     |                    |                    |
| Año                | Lugar               | Medalla            | Prueba             |
| 2018               | Madrid (España)     | Medalla de plata   | Individual         |

| Campeonato Europeo | Campeonato Europeo   | Campeonato Europeo | Campeonato Europeo |
| Año                | Lugar                | Medalla            | Prueba             |
| ------------------ | -------------------- | ------------------ | ------------------ |
| 2017               | Fráncfort (Alemania) | Medalla de bronce  | Individual         |

| Campeonato Europeo | Campeonato Europeo   | Campeonato Europeo | Campeonato Europeo |
| Año                | Lugar                | Medalla            | Prueba             |
| ------------------ | -------------------- | ------------------ | ------------------ |
| 2015               | Wiesbaden (Alemania) | Medalla de bronce  | Individual         |